# オイディプス王
『オイディプス王』（またはオイディプース王; -おう、古希: Oἰδίπoυς τύραννoς、古代ギリシア語ラテン翻字: Oidípous túrannos、ラテン語: Oedipus Tyrannus）は、古代ギリシアの三大悲劇詩人の一人であるソポクレスが、紀元前427年ごろに書いた戯曲。テーバイの王オイディプスの物語を題材とする。ギリシア悲劇の最高傑作であるのみならず、古代文学史における最も著名な作品であり、後世に多方面にわたって絶大な影響をもたらした。
ソポクレスにはテーバイ王家に材をとった作品が他に2つ現存している。すなわちオイディプスの娘が登場する『アンティゴネー』と最晩年の作品である『コロノスのオイディプス』である。これらを総称してテーバイ三部作というが、これらは本来の意味での三部作ではなく、別々の機会に書かれたと現在の研究では一般に考えられている。

## 概要
テーバイの王オイディプスは国に災いをもたらした先王殺害犯を追及するが、それが実は自分であり、しかも産みの母と交わって子を儲けていたことを知るに至って自ら目を潰し、王位を退くまでを描く。演劇手法、インパクト共に、ソポクレスの最高傑作であり、アリストテレスの『詩学』をはじめ古くからさまざまな演劇論で悲劇の傑作として評価されており、「最初の探偵小説」と評されることもある。
男子が父親を殺し、母親と性的関係を持つというオイディプス王の悲劇は、フロイトが提唱した「エディプスコンプレックス」の語源にもなった。

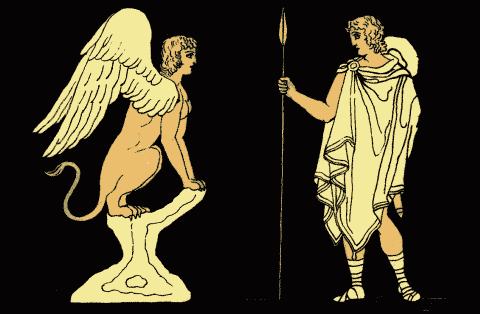
オイディプスとスフィンクス

本作の初演時の題名は単に『オイディプス』で、「王」は後に別作『コロノスのオイディプス』と区別するために付けられたか、あるいは本作がギリシア悲劇の最高傑作だという評価から特に付けられたする説が多くの研究者によって支持されている。
しかし本作が初演されたディオニューシア祭では優勝を逃し2位に終わっている。その理由としては、『オイディプス』は4部作の一部として上演されたが全体としてのまとまりを欠いた、あるいは何らかの理由で台本に相応しい上演ができなかったなどの説が古来提唱されているが、このとき上演された他の作品はことごとく散逸しているので推測に留まる。

## 設定

### 主な登場人物
- オイディプース : 主人公
- イオカステ : 主人公の母にして妻
- クレオン : テーバイの摂政
- テイレシアース : テーバイの高名な予言者
- コリントスの使者
- 羊飼い
- ラーイオス : 主人公の父。故人。名前のみ登場。
- アポローン（ロクシアス）: 本作の鍵となる神託を与えた神。名前のみ登場。

### 地名
- テーバイ：主人公の本当の生まれ故郷にして本作の舞台
- キタイローン：テーバイそばの山麓。主人公が捨てられた場所。
- コリントス：主人公が育った場所。
- デルポイ：アポローンの託宣所がある場所。

## 劇の始まるまでの物語
劇はオイディプースに関する伝説の一場面のみを取り上げたものである。ここにそれに至る経緯を記す。
テーバイの王ラーイオスは産まれた男子を殺させようとした。またラーイオスの妻イオカステーは夫に命じられ、子のくるぶしに自分のブローチを刺した。これらの行動は、「お前の子がお前を殺し、お前の妻との間に子をなす」との神託があったためである。しかし預けられた者は子を殺さず、山に捨てる。その子は隣国のコリントス王夫妻に拾われ、息子として育てられた。
子はオイディプースと名付けられ、立派に成長したが、周囲から「王の実子ではない」という噂を聞き、神に伺いを立てる。その結果得られたのは、ラーイオスに与えられたものと同じ神託であった。彼はこの神託が自分とコリントス王の事を指しているのだと誤解し、父であるはずの王を殺さぬ為、国を離れることにした。
その頃テーバイでは近隣にスピンクスという怪物が出現、これに対処するため、ラーイオスは神託を得ようと周囲の者とデルポイに出かける。そこでオイディプースと行き会うが、行き違いから争いとなり、オイディプースは彼らの名も知らぬままに殺してしまう。
その後オイディプースはスピンクスと出会い、これを打ち倒す。テーバイでは王の死に混乱している折、摂政クレオーンが国を守っていたが、怪物を倒した若者に喜び、先王のあとを彼に継がせ、ラーイオスの妻イオカステーを彼にめあわせた。二人の間には男女それぞれ二人ずつが生まれた。本編はその王座にあったオイディプースが自分の出自を知って破滅する物語である。

## 物語
テーバイは、スピンクスを退治たオイディプースが王座についたものの、今は不作と疫病が続いていた。オイディプースはその厄災を祓う方法をデルポイの神託に求め、王妃の弟クレオーンを使いに出す。戻って来たクレオーンの言うには、それは先王ラーイオスを殺害した者がこの地にまだいるためで、その者を捕らえ、追放し、穢れを浄化すればよいとのことであった。そこでオイディプースは、ラーイオス殺害者捕縛の布告を出す一方、クレオーンの薦めにより、高名な予言者、盲（めしい）のテイレシアースに、ラーイオスの殺害者が何者か尋ねてみる事にする。
招聘されたテイレシアースは、真実を知っていたものの、それをオイディプースに伝えるのは忍びないと明言を避ける。しかし、そのためにいらだったオイディプースに、その方は先王殺害の一味かとまでなじられたので怒りだし、厄災いの原因はあなただと告げてしまう。それを聞くとオイディプースは、クレオーンがテイレシアースと共謀して王座を狙うため嘘の予言を言わせているのだと激怒し、クレオーンを詰問する。潔癖を訴えるクレオーンとは言いあいになるが、そこに王妃イオカステーが現われ、仲裁に入る。
イオカステーは、オイディプースを安心させるため、オイディプースに、予言など当てにならないと言い、その例として先王ラーイオスと自分の間に産まれた子供を、キタイロンの谷に捨てて殺した話をする。ふたりが子供を作れば、その子は父を殺し、母と交わるとの神託を受けたためだった。ラーイオスはポーキスの三叉路で何者かに殺されたのだから、この予言は当たらなかったと王妃は語る。
しかしこの話を聞いたオイディプースはかえって不安に陥る。オイディプースは、過去ポーキスの三叉路で人を殺した事があるからであった。イオカステーは、ラーイオスが殺害された際に、ただひとり生き残ってそれを報告しに戻ってきた従者（羊飼い）を呼んで、真実を確かめる事を進言し、今はテーバイから遠く離れた田舎にいるその者が呼ばれることとなる。
やがて、オイディプースの故郷コリントスからの使者が訪れ、オイディプースの父、コリントス王ポリュボスが、病で死んだ為、オイディプスにコリントスへの帰国、その王座につくことを願い出る。オイディプースは、自分の父を殺し、母と交わるという予言を受けたためにコリントスへ帰らぬ決心をしていたので、父を殺すという予言は幸いにもはずれたものの、母と交わるとの予言はまだ生きているとして帰国をいやがる。それを聞いた使者はオイディプースに、コリントス王夫妻はあなたの実の父母ではない、あなたは私がかつてキタイロンの谷で、とある羊飼いにもらった赤子だから安心されたしと言う。これを聞いたイオカステーは嘆きながら王宮内へと去る。オイディプースは、それを自分が卑しい出だと分かっての嘆きだととり、捨て置く。
まもなく、件の従者がオイディプースのもとに連れて来られる。その従者を見るとコリントスの使者は喜び、オイディプースがコリントス王夫妻の子ではないまぎれもない証拠として、かつてキタイロンの谷にて赤子をくれたのはこの人だと言う。これを聞いて従者は恐慌状態となるが、王に真実を語れと懇願され、その赤子とは、先王ラーイオスに殺せと命じられたラーイオスとイオカステーの子であり、殺すのに忍びなかったためキタイロンでこのコリントス人に渡した、そしてのち、ラーイオス殺害の現場で、その下手人が何者か自分にはうすうすとわかったために、自分は遠い所へ隠棲していたのだと語る。
それを聞いたオイディプースは、わが身の運命を呪いながら王宮内へと去る。
やがて、イオカステーの縊死と、オイディプースがイオカステーのつけていたブローチで目を刺し、自ら盲（めしい）になったことの報がもたらされる。現れたオイディプースは、もし目が見えていたなら冥府を訪れたときどのような顔をして父と母を見ればよいのかと語り、先ほどのことをクレオーンに謝罪、テーバイのまつりごと、残された気の毒なわが子のことをクレオーンに託し、自分を追放してくれと頼む。

## オペラ
20世紀にストラヴィンスキー、エネスク、レオンカヴァッロ、ヴォルフガング・リームがオペラの題材としており、そのうちストラヴィンスキーのオペラ＝オラトリオ『エディプス王』が最も有名である。タネジのオペラ『グリーク』もオイディプス王を題材にしている。

## 映画
1967年、イタリアの映画監督ピエル・パオロ・パゾリーニによって映画化された。原題はそのまま『オイディプス王』だが、日本では『アポロンの地獄』という無関係な邦題がつけられた。ただし、本作はオイディプスの物語に形を借りたパゾリーニ自身の物語である。

## 舞台

### 1958年公演
1958年6月2日 東京大学ギリシア悲劇研究会 第1回公演。於・ 日比谷野外大音楽堂。演出：中島貞夫、台本：中島貞夫・加村赳雄。
主な配役
- オイディプース ：加村赳雄
- イオカステー：北川恭子
- テイレシアース：西井一志
- クレオーン：村木良彦
- 司祭：渡辺蔚
- 羊飼い：土屋良介
- 使者：古山桂治
- 第二の使者：石井一
- コロスの長：白井淳一

詳細は「古代ギリシア 遥かな呼び声にひかれて・東京大学ギリシア悲劇研究会の活動」毛利三彌・細井敦子編（論創社）を参照

### 蜷川幸雄・演出、市川染五郎(6代目)主演
1976年5月　於・日生劇場　　東宝公演、ソフォクレス作、ホーフマンスタール脚本、高橋睦郎修二、小塩節・前野光弘訳、、朝倉摂装置、井上堯之音楽
配役
- オイディプス王 = 市川染五郎(6代目)
- イオカステ = 小川真由美
- クレオン = 中尾彬
- テイレシアス = 菅野忠彦
- 神官 = 天本英世
- コリントスからの使者 = 塩島昭彦
- 羊飼 = 西村晃
- 長老 = 内山恵司
- 従者 = 青山達也
- 少年バレー = 高木洋一
- 少年独唱 = 長谷部徹
- アンティゴネイスメス = 稲葉靖子
- コロス（合唱隊） = 永利武人

### 福田恆存訳・演出
1983年10月・11月 現代演劇協会附属劇団昴公演。訳・演出：福田恆存
- オイディプス：遠藤征慈／簗正昭
- イオカステ：鳳八千代／小沢寿美恵
- アンティゴネ：蓮池高子
- イスメネ：江川泰子
- クレオン：藤木孝
- ゼウスの司祭：吉水慶
- テイレシアス：西本裕行
- コリントスの使者：北村総一朗
- テバイの羊飼：浜田宏昭
- 従臣：田中正彦
- オイディプスの従者：小谷野肇
- イオカステの侍女：佐直千恵子
- クレオンの従者：逢坂秀美
- テイレシアスの弟子：重留定治
- テバイの主な人々よりなるコーラス：内田稔＜男の長＞／小山武宏／秋間登／金尾哲夫／美和哲三／新村礼子＜女の長＞／遊佐ナオ子／久保田民絵／松田かほる／田中智子

### 蜷川幸雄・演出、野村萬斎・主演
2002、2004年（海外公演）。演出：蜷川幸雄。
主な配役
- テーパイの王オイディプス：野村萬斎
- テーパイの王妃イオカステ：麻実れい
- イオカステの弟クレオン：吉田鋼太郎
- 盲目の予言者テイレシアス：菅野菜保之（2002年）、壤晴彦（2004年）
- コリントスの使者：川辺久造
- 羊飼い：山谷初男
- 報告者：菅生隆之
- 神官：塾一久（2002年）、瑳川哲朗（2004年）

### 平幹二朗主演
2004年。演出：平幹二朗。
主な配役
- オイディプス：平幹二朗
- イオカステ：鳳蘭
- クレオン：原康義
- テイレシアス：藤木孝
- テバイの羊飼い：坂本長利
- コリントスの使者：渕野俊太
- ゼウスの祭司：深沢敦

### 宝塚版
2015年8月に宝塚バウホールの専科公演で開催。脚色・演出：小柳奈穂子。
主な配役
- オイディプス：轟悠
- イオカステ：凪七瑠海（月組）
- テイレシアス：飛鳥裕（月組 組長）
- コロスの長：夏美よう
- コリントスの使者：悠真倫
- クレオン：華形ひかる
- 羊飼い：沙央くらま
- 巫女：憧花ゆりの（月組）
- 報せの男：光月るう（月組）

### 中村橋之助主演
2018年12月、『オイディプスREXXX』としてKAAT神奈川芸術劇場 大スタジオで上演。演出：杉原邦生（KUNIO）。
主な配役
- オイディプス：四代目中村橋之助
- イオカステなど：南果歩
- クレオンなど：宮崎吐夢
- コロス：大久保祥太郎、山口航太、箱田暁史、新名基浩、山森大輔、立和名真大

### 市川海老蔵主演
2019年10月にBunkamuraシアターコクーンで開催。翻案・演出：マシュー・ダンスター。
主な配役
- オイディプス：市川海老蔵
- イオカステ：黒木瞳
- 神官：森山未來
- クレオン：高橋和也
- テイレシアス：中村京蔵
- コリントスの使者：谷村美月
- 羊飼い：笈田ヨシ

### 三浦涼介主演
2023年7月にパルテノン多摩 大ホール、同年8月に兵庫県立芸術文化センター 阪急中ホールにて上演。パルテノン多摩リニューアルオープン1周年記念上演。翻訳：河合祥一郎、演出：石丸さち子。
主な配役
- オイディプス：三浦涼介
- イオカステ：大空ゆうひ
- クレオン：新木宏典
- 預言者テイレシアス：浅野雅博
- 羊飼い：外山誠二
- コリントスの使者：吉見一豊
- 神官・使者：今井朋彦

## 日本語訳 ほか
全作品・訳を収めた文献はソフォクレスを参照。
- 『オイディプス王』 藤沢令夫訳、岩波文庫、1967年、改版2004年、ISBN 4003210522、ワイド版2009年。電子書籍も刊
  - 元版『オイディプス王』〈ギリシア劇集〉新潮社、1963年
- 『オイディプース王ほか ソポクレースI』 岡道男訳 〈ギリシア悲劇全集 3〉岩波書店、1990年
- 『オイディプス王』 高津春繁 訳 〈ギリシア悲劇Ⅱ ソポクレス〉筑摩書房〈ちくま文庫〉、1986年
  - 『オイディプス王』「世界古典文学全集8  アイスキュロス ソポクレス」筑摩書房、1964年。元版
  - 『オイディプス王』 高津春繁 訳〈ギリシア悲劇全集 第2巻〉人文書院、1960年 - 以下は別版
  - 『オイディプス王』 高津春繁 訳〈世界文學大系 第2巻 ギリシア･ローマ古典劇集〉筑摩書房、1959年
  - 『オイディプス王』 高津春繁 訳〈筑摩世界文学大系 第4巻 ギリシア･ローマ劇集〉筑摩書房、1972年
- 『オイヂプウス』 村松正俊訳 〈古典劇大系 第一巻･希臘編1〉近代社、1925年
  - 『オイヂプース王』 村松正俊 訳 〈世界戯曲全集 第一巻･希臘編〉近代社、1927年。別版
- 『オイディプース王』 田中秀央、内山敬二郎共訳 〈ソポクレース希臘悲壯劇〉理想社、1943年
- 『オイディプース王』 内山敬二郎 訳 〈ギリシャ悲劇全集2〉鼎出版会、1978年。改訳
  - 『オイディプス』グーテンベルク21(電子書籍)で再刊
- 『オイディプス王・アンティゴネ』 福田恆存訳、新潮社〈新潮文庫〉、1984年、改版2014年、ISBN 4102209018
  - 英訳本からの訳本。文藝春秋〈福田恆存翻訳全集 第8巻〉に再録
- 『オイディプス王』 高橋睦郎訳、小沢書店、1986年 - 上演台本（蜷川幸雄演出。表記は修辞）
- 『オイディプス王』 山形治江訳、劇書房、2004年、ISBN 4875746040 - 現代ギリシャ語訳からの重訳、蜷川演出の新版
- 『オイディプス王』 井上優訳 〈ベスト・プレイズ 西洋古典劇集〉白鳳社、2000年、相田書房、2007年 - 英訳からの重訳
- 『オイディプス王』 北野雅弘訳 〈新訂 ベスト・プレイズ 西洋古典戯曲12選〉論創社、2011年
- 『オイディプス王』 河合祥一郎訳、光文社古典新訳文庫、2017年 - 英訳本からの訳本、電子書籍も刊

### 作品論
- 逸身喜一郎『ソフォクレース「オイディプース王」とエウリーピデース「バッカイ」 ギリシャ悲劇とギリシャ神話』岩波書店〈書物誕生 あたらしい古典入門〉、2008年。ISBN 4000282824
- 川島重成『アポロンの光と闇のもとに－ギリシア悲劇「オイディプス王」解釈』三陸書房、2004年。ISBN 4921091072
  - 元版『「オイディプース王」を読む』講談社学術文庫、1996年。のち電子書籍
- 吉田敦彦『オイディプスの謎』青土社、1995年。ISBN 4791753844
  - 再刊『オイディプスの謎』講談社学術文庫、2011年

第Ⅳ部初出 「人間から神霊へ－コロノスのオイディプスが遂げた変様－」『白井健三郎古稀記念・彷徨の祝祭』 朝日出版社、1986年収載
- 吉田敦彦『ギリシア神話入門　プロメテウスとオイディプスの謎を解く』角川選書、2006年。のち電子書籍

### 翻案
- ジャン・コクトー『オイディプース王』 澁澤龍彦訳、「コクトー全集 7」東京創元社、1983年
  - 別版『コクトー名作集』白水社、1979年
- ジャン・コクトー『地獄の機械』 渡辺守章訳、「全集 7」同上
- ジャン・コクトー『オイディプス王 二幕 オペラ・オラトリオ』 後藤敏雄訳、「全集 8」東京創元社、1987年
- セネカ『オエディプス』- 「セネカ悲劇集2」小林標訳、京都大学学術出版会〈西洋古典叢書〉、1997年
- クライスト『こわれがめ（改訳版）』 手塚富雄[9]訳、岩波文庫、1976年、改版2002年
- クライスト『こわれがめ　喜劇』 市川明訳、松本工房、2015年
- 山崎正和『オイディプス王』（新版「―全戯曲」3巻組、河出書房新社、2016年）

## 関連作品
- ギリシア悲劇『テーバイ攻めの七将』
- ギリシア悲劇『コロノスのオイディプス』
- 映画『アポロンの地獄』
- 映画『薔薇の葬列』
- 小説：ヘンリー・トリース『オイディプースの放浪 テーバイへの道』 後藤安彦訳、創元推理文庫、1999年
- 小説：赤江瀑『オイディプスの刃』新版・河出文庫
- 小説 : 笠井潔『オイディプス症候群』創元推理文庫
- 小説：村上春樹『海辺のカフカ』新版・新潮文庫